# One Atlantic Center

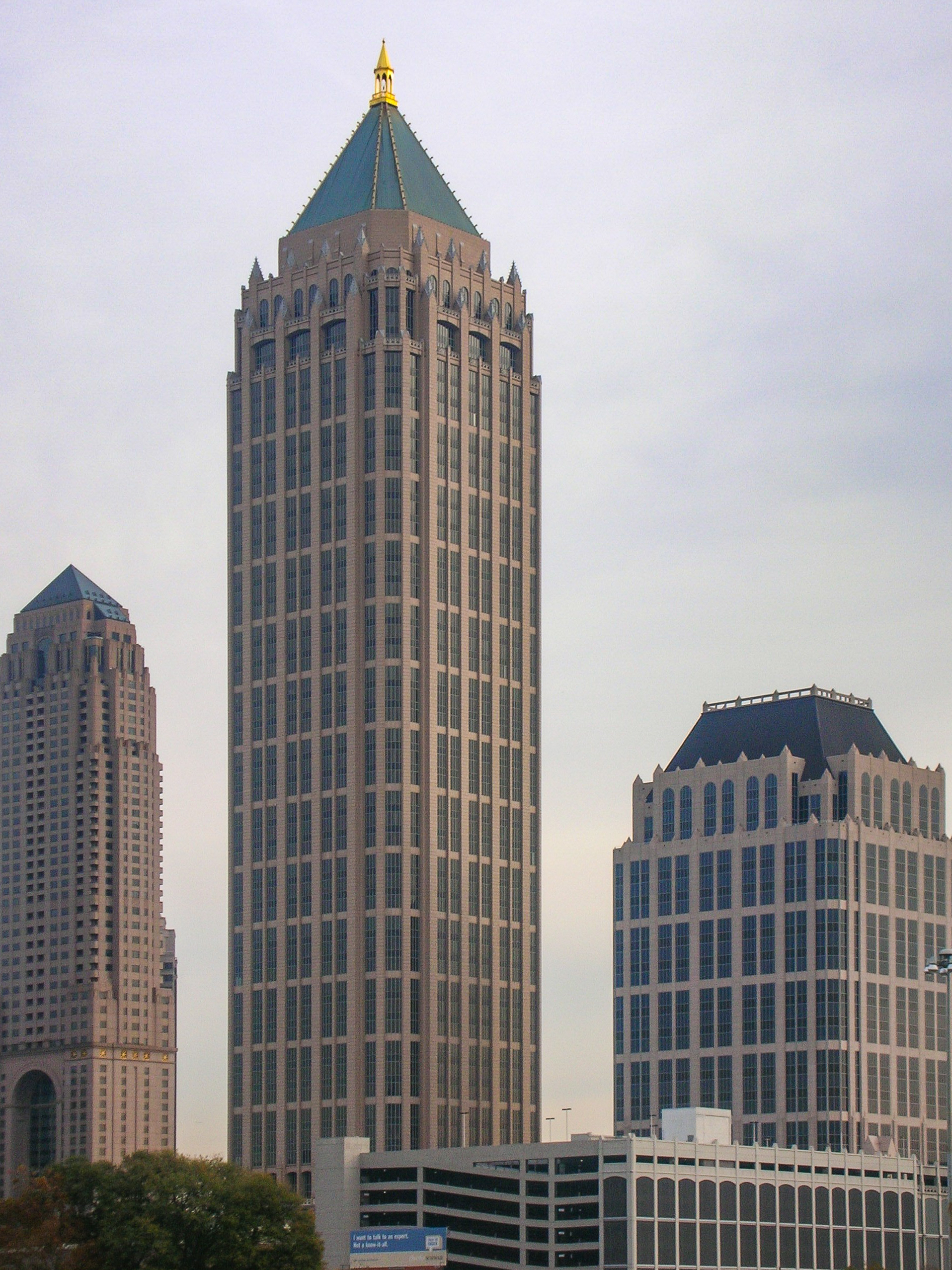
One e Two Atlantic Center

O One Atlantic Center é um dos arranha-céus mais altos do mundo, com 250 metros (820 ft). Edificado na cidade de Atlanta, Geórgia, foi concluído em 1987 com 50 andares.